# Партон Володимир Залманович
Професор Володимир Залманович Партон (рос. Владимир Залманович Партон; нар. 24 січня 1936 — пом. 15 лютого 2000) — російський науковець. Доктор фізико-математичних наук, професор, завідувач кафедри вищої математики Московського інституту хімічного машинобудування (нині МГУІЕ). Відомий науковець в області теорії пружності та механіки руйнування. Співавтор монографій «Методи математичної теорії пружності» (1981), «Динаміка крихкого руйнування» (1988). Автор книги «Механіка руйнування: Від теорії до практики» (1990; 2-ге вид URSS, 2007).